# Station Chambave
Station Chambave is een voormalig spoorwegstation van de spoorlijn Chivasso-Ivrea-Aosta, gelegen in de gemeente Chambave (Aostadal-Italië). Het station werd zoals de spoorlijn in 1886 geopend, en sloot in 2009 voor het reizigersverkeer. Er bevindt zich nog wel een uitwijkspoor, opdat de treinen in tegenstelde richtingen elkaar kunnen passeren.
In 1940 werd de naam onder druk van Italiaanse nationalisten, naar het Italiaanser uitziende "Ciambave" aangepast. Dit werd in 1946 onder Franse druk teruggedraaid.